# Aspasia silvana
Aspasia silvana  (лат.) — вид однодольных растений рода Aspasia семейства Орхидные (Orchidaceae). Растение впервые описано в 1988 году бразильским ботаником Фабио де Барросом.

## Распространение, описание
Эндемик Бразилии. Распространён в штатах Баия, Эспириту-Санту и Рио-де-Жанейро.
Эпифитное растение. Произрастает в горных влажных тропических лесах на высоте 200—700 м над уровнем моря. Псевдобульба гладкая, яйцевидной формы. Листья заострённые. Цветок один на каждом растении, 8 см в диаметре. Внешне напоминает Aspasia lunata, но существенно больше размером.
Предпочитает влажные затемнённые места, но не любит переувлажнённую почву.